# Teminius
Teminius es un género de arañas araneomorfas de la familia Miturgidae. Se encuentra en América.

## Lista de especies
Según The World Spider Catalog 13.5:
- Teminius affinis Banks, 1897
- Teminius agalenoides (Badcock, 1932)
- Teminius hirsutus (Petrunkevitch, 1925)
- Teminius insularis (Lucas, 1857)
- Teminius monticola (Bryant, 1948)